# Falsestoloides
Falsestoloides är ett släkte av skalbaggar. Falsestoloides ingår i familjen långhorningar.
Kladogram enligt Catalogue of Life:
| Falsestoloides | \| \| Falsestoloides mexicana \| \| \| \| \| \| Falsestoloides tubericollis \| \| \| \| |
|                | \| \| Falsestoloides mexicana \| \| \| \| \| \| Falsestoloides tubericollis \| \| \| \| |
|                | Falsestoloides mexicana                                                                 |
|                |                                                                                         |
|                | Falsestoloides tubericollis                                                             |
|                |                                                                                         |